# Grigna settentrionale
La Grigna (chiamata anche Grignone, Grigna Settentrionale o, precedentemente, monte Coden) è la vetta più alta del gruppo delle Grigne, posto in provincia di Lecco a cavallo tra il Lago di Como e la Valsassina.

## Descrizione
La vetta massima raggiunge i 2410 m s.l.m. e, appena sotto, ospita il Rifugio Brioschi, uno dei rifugi storici delle Prealpi lombarde, di proprietà del CAI di Milano.

## Geografia, alpinismo e speleologia
La montagna è essenzialmente composta da tre versanti: il sud-occidentale - il più scosceso e alpinisticamente interessante, che scende verso la sponda est del Lago di Como - l'orientale - erboso e boscoso, che digrada regolare verso la Valsassina - e quello settentrionale che forma una grande conca di natura glaciale (Moncodeno) abbassandosi verso il Passo del Cainallo e la zona di Esino Lario, versante molto noto in ambito speleologico per la gran quantità di cavità e abissi, alcuni dei quali di notevole profondità come il "Complesso del Releccio", che rappresenta il secondo sistema carsico più profondo d'Italia. La via normale di salita è sul versante orientale, ed ha inizio a Pasturo.
Nel campo alpinistico la Grigna è conosciuta per le arrampicate al "Sasso Cavallo", che nella parete sud contiene vie fino a 500 metri. Tra queste le più famose sono la "via del Det", la "Cassin", la "via della Luna", l'"altra faccia della Luna", "10 piani di morbidezza", "Ibis" e "Cavallo Pazzo".
In occasione di giornate limpide, la Grigna è visibile da tutta la pianura padana lombarda per via della posizione e dell'altezza.

## Grotte
Nel campo speleologico la Grigna è nota invece per i suoi abissi, che sono i più profondi d'Italia e raggiungono i -1313 m (Complesso del Releccio). L'acqua che percorre queste grotte costituisce la sorgente del Fiumelatte, situata a 8 km di distanza, nel comune di Varenna a lungo studiata da Leonardo da Vinci che ne parla anche nel Codice Atlantico.

## Panorama
Rinomatissimo è il panorama che si può godere dalla vetta, per il suo relativo isolamento (di circa 13 km dal Pizzo dei Tre Signori) per la distanza da altre vette di simile o maggiore altezza: comprende l'intero arco alpino nord-occidentale, l'Oberland Bernese, il Cervino, molto bene è possibile vedere il Monte Rosa fino alle vette interne svizzere e alle catene montuose di confine con il Triveneto. In caso di giornata ventosa capita di avvistare persino il Duomo di Milano.

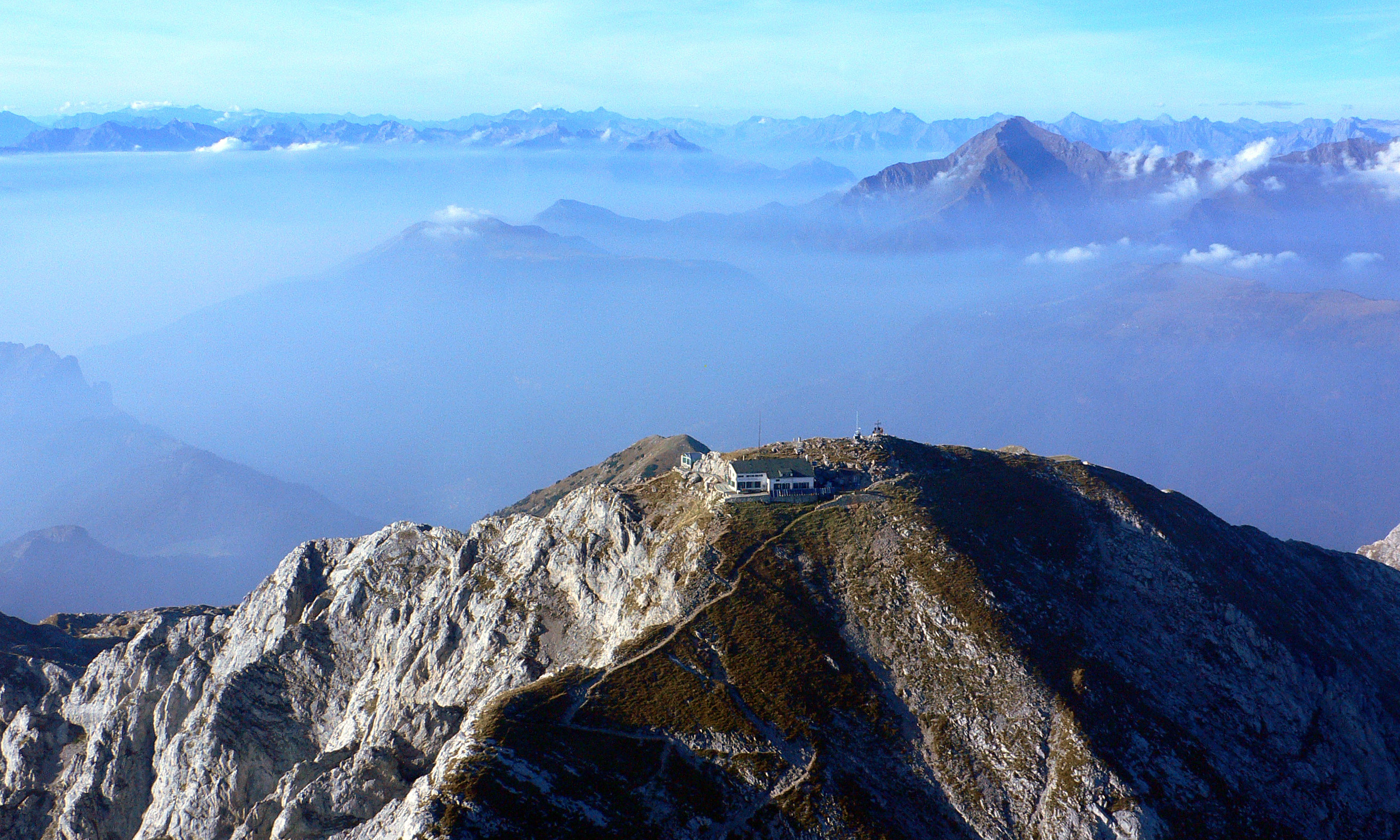
La vetta della Grigna Settentrionale, con il rifugio Luigi Brioschi, e la vista verso Nord
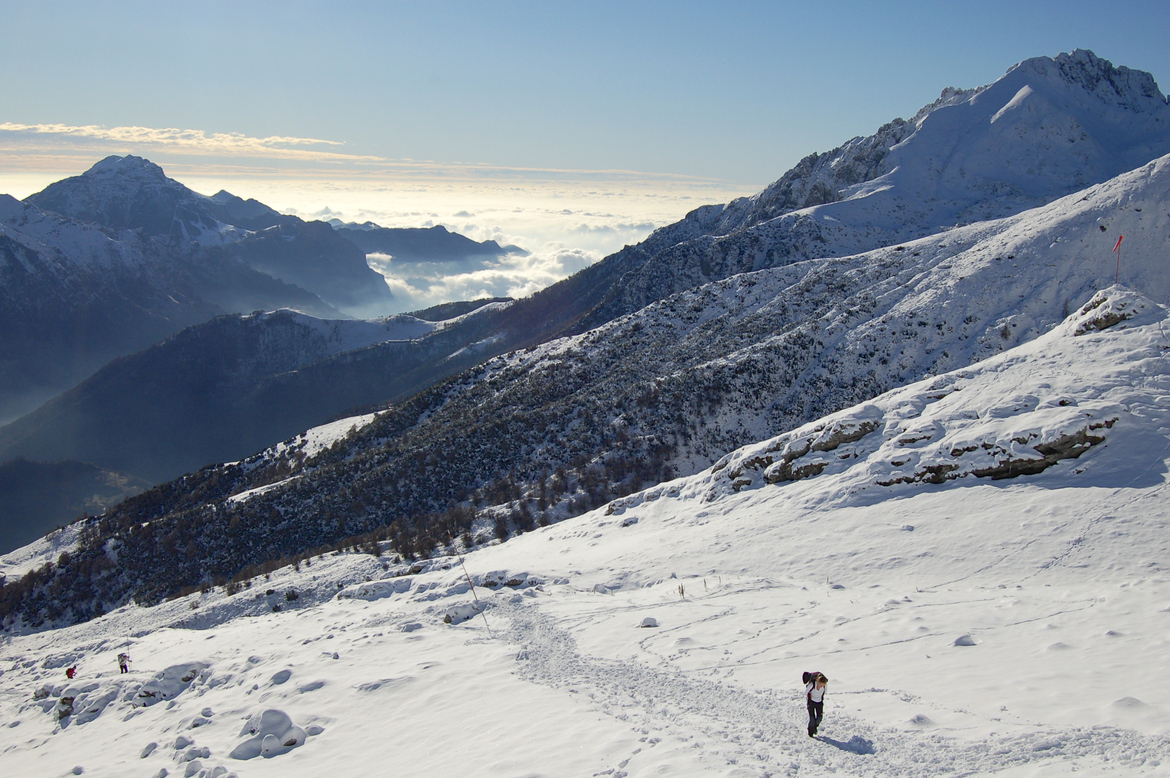
La vista dalla cima, in direzione Sud. Sono visibili il Resegone e a destra la Grignetta
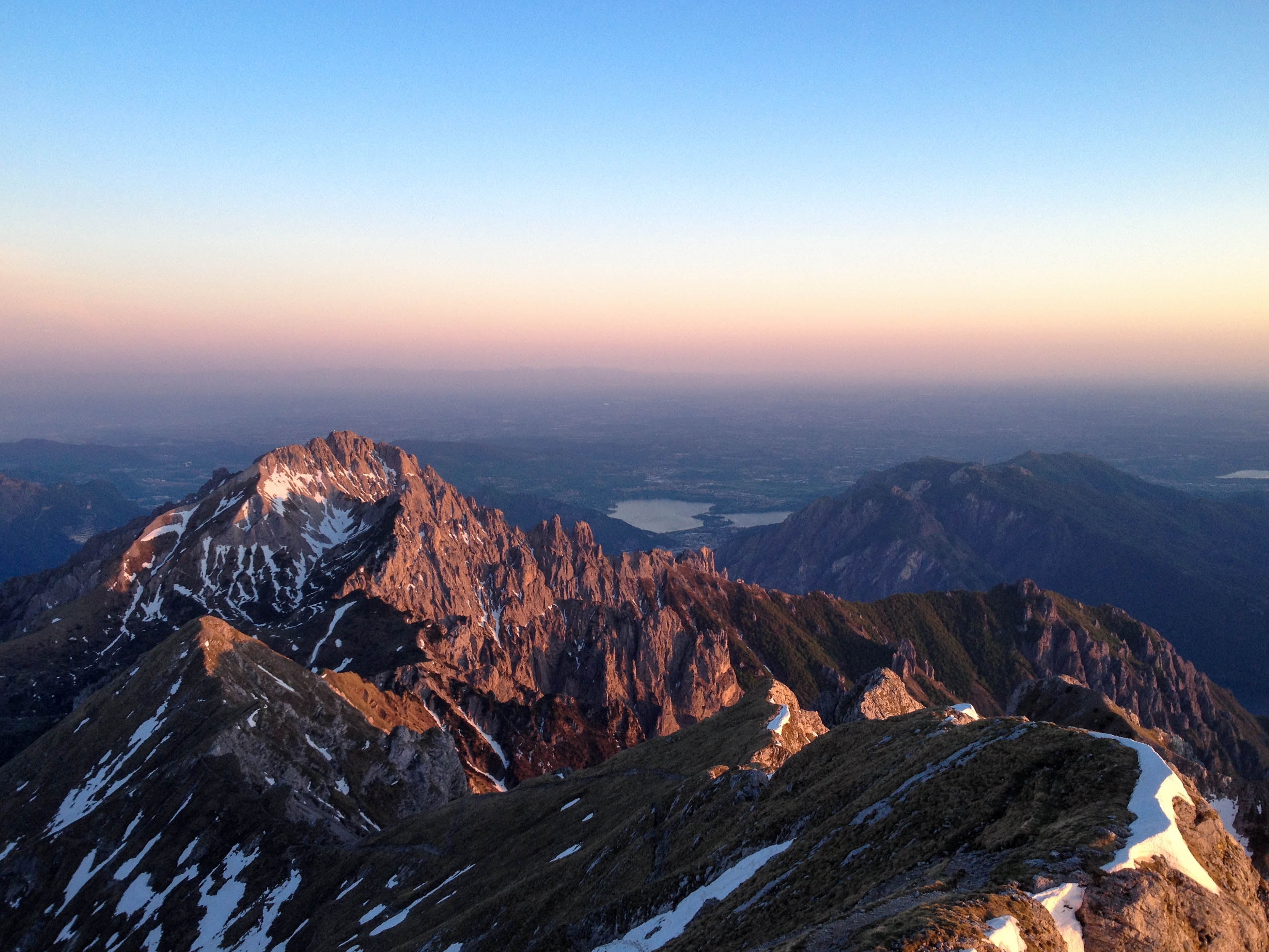
La vista dalla cima, in direzione Sud. Sono visibili la Grignetta, il Lago di Annone, la Pianura Padana e gli Appennini

## Rifugi e bivacchi
Oltre al rifugio Luigi Brioschi posto sulla vetta, ci sono altri rifugi: il rifugio Bietti, riaperto di recente e di proprietà del CAI di Mandello nella valle di Releccio a 1719 metri s.l.m. gestito dalla famiglia Nogara; Il Rifugio Arnaldo Bogani, del CAI di Monza a 1816 metri s.l.m. che si trova sul versante nord sotto la zona del Bregai sopra l'"Alpe di Moncodeno" nel comune di Esino Lario; Il rifugio Elisa in val Meria, sopra Mandello a 1515 metri s.l.m. di proprietà del CAI di Mandello; Il Rifugio Pialeral, nel versante valsassinese.
Sono poi presenti dei bivacchi come il Merlini, alla bocchetta della bassa, il Riva-Girani in località Comolli e il baitello del Manavello.